# Batalion Medyczny „Szpitalnicy”
Batalion Medyczny „Szpitalnicy” (ukr. Медичний батальйон «Госпітальєри» – ukraiński, ochotniczy batalion medyczny, który od 2014 roku udziela pierwszej pomocy i ewakuuje rannych ukraińskich żołnierzy ze strefy działań wojennych podczas trwającej wojny rosyjsko-ukraińskiej. 
Według szacunków, w czasie trwającej wojny Szpitalnicy ewakuowali lub leczyli aż 3000 ukraińskich żołnierzy (stan na styczeń 2024r.).
Nazwa jednostki nawiązuje do szpitalników, będących zakonami stawiającymi sobie za cel niesienie pomocy chorym.
Batalion został założony przez 2014 roku przez wówczas 18-letnią Janę Zinkiewycz. Początkowo jednostka podlegała pod Ukraiński Ochotniczy Korpus Prawego Sektora, a od 2015 roku, w wyniku odejścia z niego Dmytro Jarosza, przeszła do nowo powstałej, założonej przez Jarosza Ukraińskiej Ochotniczej Armii. 